# Kouamé Botué
Jean Fiacre Kouamé Botué (ur. 7 sierpnia 2002 w Abidżanie) – burkiński pochodzenia iworyjskiego piłkarz grający na pozycji lewoskrzydłowego. Od 2021 jest zawodnikiem klubu AC Ajaccio.

## Kariera klubowa
Swoją karierę piłkarską Botué rozpoczął w klubie US des Forces Armées, w którym w sezonie 2018/2019 zadebiutował w burkińskiej pierwszej lidze. W klubie tym grał do końca 2020 roku.
Na początku 2021 Botué przeszedł do francuskiego drugoligowca, AC Ajaccio. Swój debiut w nim zaliczył 3 kwietnia 2021 w zwycięskim 3:0 domowym meczu z Valenciennes FC.
| Sezon   | Klub                 | Kraj         | Rozgrywki     | Mecze | Gole |
| ------- | -------------------- | ------------ | ------------- | ----- | ---- |
| 2018/19 | US des Forces Armées | Burkina Faso | Superdivision | ?     | ?    |
| 2019/20 | US des Forces Armées | Burkina Faso | Superdivision | ?     | ?    |
| 2020/21 | US des Forces Armées | Burkina Faso | Superdivision | ?     | ?    |
| 2020/21 | AC Ajaccio           | Francja      | Ligue 2       | 7     | 0    |

## Kariera reprezentacyjna
W reprezentacji Burkiny Faso Botué zadebiutował 7 września 2021 w zremisowanym 1:1 meczu eliminacji do MŚ 2022 z Algierią, rozegranym w Marrakeszu. W 2022 roku został powołany do kadry na Puchar Narodów Afryki 2021. Wraz z Burkiną Faso zajął 4. miejsce na tym turnieju, jednak nie rozegrał na nim żadnego meczu.